# Левин, Борис Михайлович
Бори́с Миха́йлович Ле́вин (24 декабря 1898 (5 января 1899) — 6 января 1940) — русский советский писатель, киносценарист и журналист.

## Биография
Родился 24 декабря 1898 года (5 января 1899 года) в деревне Загородно Российская империя (ныне Лиозненский район Витебской области) в еврейской семье. Гимназистом бежал из дома на Первую мировую войну. Был в Русской армии бомбардиром под Сморгонью. Во время Гражданской войны и интервенции воевал в Красной армии (дивизионный комиссар). В 1918 году — в 3-м батальоне 299-го стрелкового полка 11-й армии, участвовал в боях под Ганюшкино и Сафоновкой; в 1919 году — в 3-м горском кавалерийском дивизионе, воевал в Чёрном Яре и Болде, участвовал во взятии Царицына; в 1920 году — во 2-м полку Таманской кавалерийской бригады, с бригадой вошёл в Баку. Переболел малярией, после выписки из госпиталя воевал в 9-й армии на Западном фронте, затем в Средней Азии.
После окончания службы в РККА в 1922 году — журналист и литератор, работал в газете «Известия» (1927—1932), с 1932 года был литературным сотрудником газеты «Правда». Ответственный секретарь и заведующий литчастью журнала «Чудак». Окончил физико-математический факультет МГУ (1930). Член СП СССР с 1934 года.
С 1939 года был специальным корреспондентом «Красной звезды». Участник присоединения Западной Белоруссии, затем на финском фронте. Погиб 6 января 1940 года в бою под деревней Суомуссалми, вместе с военным корреспондентом «Правды» писателем С. В. Диковским, находясь в окружении с частями 44-й стрелковой дивизии.
Автор книг «Жили два товарища» (1931) и романа «Юноша» (1932—1933), которые подверглись резкой критике со стороны РАПП.
В 1940 году Валентином Катаевым были написаны и опубликованы сказки «Дудочка и кувшинчик» и «Цветик-семицветик». «Написал сказку „Цветик-семицветик“, думая о том, как надо жалеть людей. Написал, узнав, что умер светлый и талантливый человек — Борис Левин (погибший на финской войне писатель)».

## Семья
Первая жена (1923—1931) — художница Ева Павловна Левина-Розенгольц, сестра наркома внешней торговли СССР А. П. Розенгольца.
- Дочь — геолог и искусствовед Елена Борисовна Левина (род. 1929).

Вторая жена — прозаик Валерия Анатольевна Герасимова.
- Дочь — Анна Борисовна Герасимова (род. 1940), художница.
  - Внук — писатель Сергей Александрович Шаргунов.

## Награды
- орден «Знак Почёта» (31 января 1939 года)

## Творчество
Левин описывает судьбу способных комсомольцев и членов партии, которых колебания партийной линии бросают из стороны в сторону. Он избегает всяких упрощений, связанных с шаблонными представлениями о дружбе-вражде, и стремится понять трудности тех, кто стремится не плыть вместе со всеми по течению. Композиционная свобода присуща роману Левина «Юноша», который вводит читателя в мир людей искусства, далёких от пролетарских социалистических идеалов, и в центре которого стоит отрицательный герой. Левин пишет чрезвычайно скупо, обращается непосредственно к действию, насыщая его событиями не только в кульминационных точках сюжета.

## Сочинения
- Ревматизм. Повесть, 1929[5];
- Жили два товарища. Повесть, 1931;
- Юноша. Роман, 1933, 2-е изд. — 1934, 1957, 3-е — 1935, 88
- Доктор // Красная новь, 1934, № 9
- Одна радость. Повесть, 1935[5];
- Голубые конверты, 1935;
- Родина. Пьеса, 1939;